# ナヌカザメ
ナヌカザメ （七日鮫、Cephaloscyllium umbratile） はナヌカザメ属に属するサメの一種。北西太平洋沿岸、水深90-200mの岩礁に生息する。底生の普通種で、最大で1.4mになり、体は太く、大きな口を持つ。背鰭は体の後方に位置する。背面には7本の暗褐色の鞍状模様や斑点がある。かつてはニュージーランドナヌカザメやコナヌカザメと同種とされていた。ホシナヌカザメ、コナヌカザメといった生息範囲が近い、いくつかの近縁種とは体色で区別可能で、ナヌカザメでは吻先から第一背鰭まで、背面に鞍斑模様が3つであることが特徴である。
貪欲な捕食者で、様々な魚類や無脊椎動物を食べる。共食いもする。捕食者に対抗するために体を膨らませることができる。卵生で、雌は一度に2個の卵を産む。卵は財布型の卵鞘に包まれ、1年で孵化する。一年中繁殖する。人には無害で飼育しやすい。漁業によって混獲されるが、個体数に影響は見られない。IUCNは保全状況を準絶滅危惧としている。

## 分類

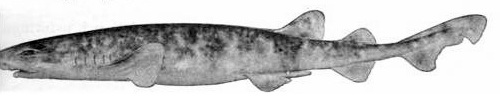
1903年の記載時のイラスト。

1903年のProceedings of the United States National Museumにおいて、アメリカの魚類学者デイビッド・スター・ジョーダンとw:Henry Weed Fowlerによって、長崎県から得られた98cmの個体の剥製に基づいて記載された。種小名 umbratile はラテン語の umbratilis（影のある）に由来する。
その後、本種の分類については大きな混乱があった。1979年にStewart Springerがトラザメ類の再検討を行った際にホロタイプである剥製が見つからなかったために、"形態計測値の差異が決定的でない"ことを理由としてC. umbratile はC. isabellum（ニュージーランドナヌカザメ）のシノニムとされた。Springerの判断に従う専門家もいたが、特に日本では、C. umbratile の名を使い続けることが好まれた。本種の分類は、分布域内にC. umbratile と似てはいるが少し小さい別種が存在することでさらに混乱した。この第2の種はレオナルド・コンパーニョによって"pseudo-umbratile"として言及されたが、後にコナヌカザメと同定されている。最近になってホロタイプの剥製が再発見され、2008年に Cephaloscyllium umbratile はC. isabellum と別種として、Jayna Schaaf-Da SilvaとDavid Ebertによって再記載された。

## 分布

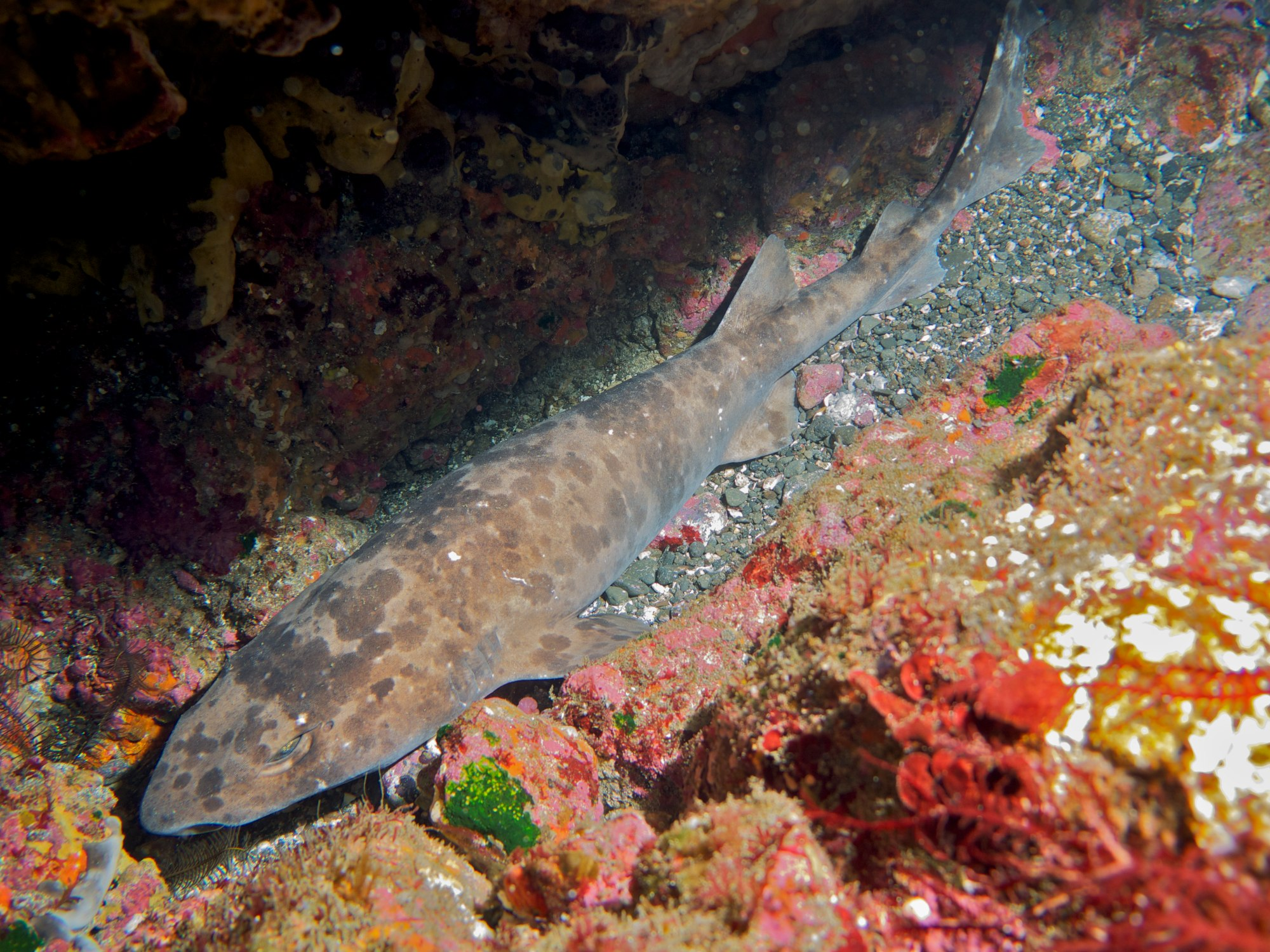
岩礁でよく見られる。

北西太平洋、北海道から台湾・黄海に分布する。ニューギニアにも分布するという報告もある。底生で、深度90-200mの大陸棚の岩礁に豊富に見られる。

## 形態
最大で1.4mになる。体は固く頑丈だが、腹部は柔らかくて伸縮性がある。頭部は短くて幅広く、縦扁する。吻はそれに比して長く丸い。鼻孔は大きく、短い三角形の前鼻弁がある。眼は高い位置にあり、小さくて楕円形で、簡素な瞬膜を備える。噴水孔は微小で、眼の直後にある。その後方には5対の短い鰓裂があり、後方のものほどより小さくなる。口は大容量で、幅広い弧を描く。唇褶はない。歯は小さく、中央の尖頭の両側に、それより小さい小尖頭が付随する。歯列は上顎で59、下顎で62。
胸鰭はある程度大きくて幅広く、先端は丸い。背鰭の頂点は丸く、体のかなり後方にあり、第一背鰭は腹鰭の後半から起始する。腹鰭は小さく、第二背鰭は第一のおよそ半分の高さである。臀鰭は第一背鰭とほぼ同じ大きさで、第二背鰭よりわずかに前にある。尾鰭は大きくて幅広く、上葉は下葉より長くて後縁の先端には明瞭な欠刻がある。皮膚は分厚く、大きく、よく石灰化した皮歯で粗く覆われる。各皮歯は菱型の冠部を持ち、3本の水平隆起がある。背面と体側は淡黄色で、暗褐色から灰色の斑点が散らばり、暗褐色の鞍状模様が7本、体から尾にかけて存在する。成長とともに斑点は濃くなり、鞍状模様は薄れて不明瞭になる。老成個体では胸鰭と腹鰭の間の両側に暗い斑を持つことがある。腹面は淡色で、わずかに暗い模様がある。

## 生態
他のナヌカザメ類と同様に、襲われた時に胃に水や空気を吸い込んで膨らませることができる。これによって岩の隙間に体を固定し、引きずり出されにくくする。日和見的で非常に貪欲な捕食者で、1mの雌個体の胃から、約20cmの魚が10匹・15cmのイカが15匹得られた例がある。主に魚食性であり、ヌタウナギのほか、外洋を高速遊泳する種を含む最低でも50種の硬骨魚を捕食している。獲物としてマサバ・マイワシ・ウマヅラハギ・チゴダラなどが重要である。小型のサメとしては珍しく、カラスザメ科・トラザメ科（特にトラザメとその卵）・ガンギエイとその卵・シビレエイなど最低でも10種の小型軟骨魚も捕食する。小さな同種個体を共食いすることもある。主にヤリイカやコウイカ属などの頭足類も頻繁に捕食され、カニ
・エビ・等脚類なども稀に捕食する。幼体の餌は、場所によって顕著に変化する。
卵生で、特に繁殖期はなく一年を通して繁殖する。成体雌の卵巣は右側のみが機能し、輸卵管は左右が機能する。比較的多産だと考えられ、卵巣には様々な発達段階の多数の卵子を含む。一度に、1本の輸卵管につき1個、合計2個の卵を産む。数年間雄と接触しなかった雌でも産卵できることが知られており、精子を蓄えることができると考えられる。卵鞘は財布型で、長さ12cm・幅7cmと比較的大きく、分厚い。表面は滑らかで縦に筋が入っており、色は不透明な淡黄色で縁は黄色い。四隅からは長い巻きひげが伸びる。胚は、11cmになると外鰓が消失し、皮歯の形成が始まり、淡褐色の鞍状模様が出現する。孵化には約1年かかり、孵化時は16-22cmである。飼育下での調査では、孵化後には1日に最大0.77mm成長すると報告されている。雄は86-96cm・雌は92-104cmで性成熟する。成熟後の成長は非常に遅い。寄生虫として、回虫の Porrocaecum cephaloscyllii、ウオビル科の Stibarobdella macrothelaが知られている。

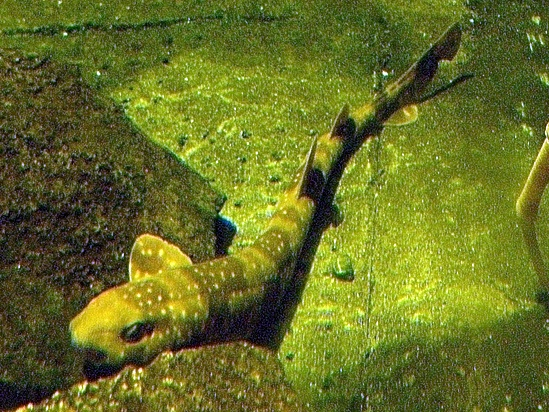
餌となるトラザメ。小型軟骨魚が餌のかなりの部分を占める。
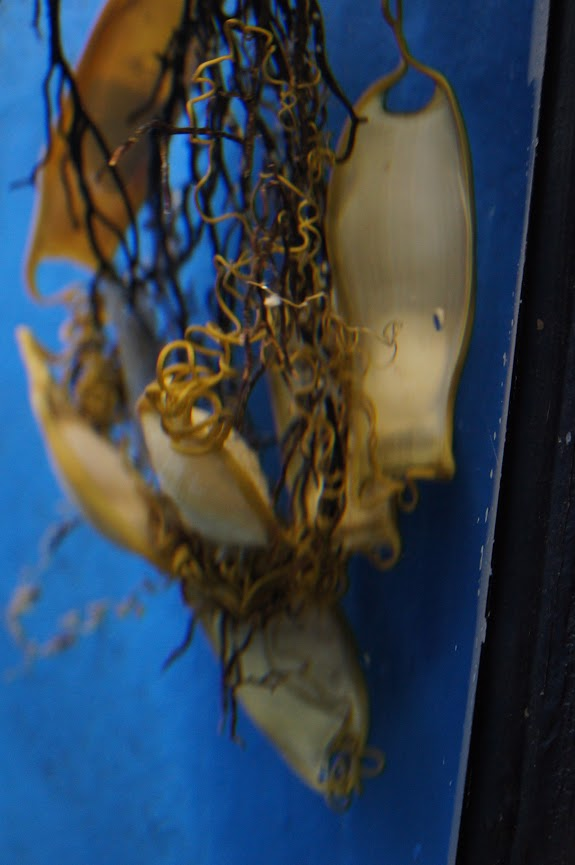
ナヌカザメの卵。（京都大学フィールド科学教育研究センター瀬戸臨海実験所水族館にて撮影）

## 人との関わり
人には無害。飼育環境にはよく慣れ、水族館での繁殖も行われている。日本と台湾での底引き網によって混獲され、市場で販売される。分布域での集中的な商業漁業は個体数に影響を与えていないようだが、より多くのデータが得られるまではIUCNは保全状況を情報不足としている。